# Сомерсет, Дэвид, 11-й герцог Бофорт
Дэвид Роберт Сомерсет (англ. David Robert Somerset; 23 февраля 1928 — 16 августа 2017) — британский аристократ, 11-й герцог Бофорт с 1984 года, крупный землевладелец с владениями в Глостершире и Уилтшире.

## Биография
Дэвид Роберт принадлежал к младшей ветви одной из знатнейших семей Великобритании: Сомерсеты являются побочной ветвью королевской династии Плантагенетов и с 1682 года носят титул герцогов Бофорт. Он был вторым сыном Генри Вира Фицроя Сомерсета (правнука 8-го герцога Бофорта) и его жены Беттин Малькольм. К 1940 году стало ясно, что у 10-го герцога не будет сыновей, и Генри как его ближайший родственник стал наследником титула и обширных земельных владений. В апреле 1945 года старший сын Генри, Джон Александр, погиб в бою в Германии, и Дэвид стал наследником второй очереди.
Сомерсет окончил Итонский колледж, в 1946 году был зачислен в гвардию, 1 января 1949 года его произвели в лейтенанты. Уйдя в отставку, он поселился в Глостершире. В 1984 году, после смерти 10-го герцога, Дэвид унаследовал его титул и владения, а также должность хранителя замка Раглан. 11-й герцог заседал в Палате лордов, пока не потерял своё место в 1999 году из-за лейбористской реформы. В 1988—1990 годах он был президентом Британского конного общества. В рейтинге самых богатых британцев, составленном Sunday Times в 2008 году, Сомерсет занял 581-е место как обладатель 52 тысяч акров земли оценочной стоимостью в 135 миллионов фунтов стерлингов.
Герцог подвергся критике в январе 2009 года, когда выяснилось, что власти Суонси вынуждены заплатить ему 281 тысячу фунтов стерлингов за право построить мост через реку Таве (Бофорты владели руслом реки около 400 лет). Член городского совета И. Ричард, по его словам, был «взбешён тем, что государственные деньги должны быть потрачены на содержание одного из самых богатых поместий Великобритании. Веками жители Суонси платили арендную плату герцогу Бофорту, и мы ничем не обязаны этой могущественной и богатой семье». Представитель герцогского поместья в Бадминтон-хаусе ответил на это: «Мы не хотим комментировать частную сделку».
Дэвид Сомерсет умер 16 августа 2017 года в Бадминтон-Хаусе в Глостершире в возрасте 89 лет.

## Семья
11-й герцог Бофорт был женат дважды. В 1950 году он женился на Кэролайн Джейн Тинн (1928—1995), дочери Генри Тинна, 6-го маркиза Бата, и Дафны Вивиан. В этом браке родились четверо детей:
- Генри, 12-й герцог Бофорт (22 мая 1952)[7];
- леди Энн Мэри (21 января 1955), жена Мэтью Карра[8];
- лорд Эдвард Александр (1 мая 1958)[9];
- лорд Джон Роберт (5 ноября 1964)[10].

Герцогиня умерла в 1995 году. Через пять лет Бофорт женился во второй раз — на Миранде Элизабет Морли (родилась в 1947), дочери бригадного генерала Майкла Фредерика Морли и Примроуз Элизабет Гордон.